# Emmerich Bartzer
Adalbert Emmerich Bartzer (* 1. September 1895 in Lovrin, Königreich Ungarn, Österreich-Ungarn; † 5. Mai 1961 in Jimbolia (deutsch Hatzfeld, Volksrepublik Rumänien)) war ein rumäniendeutscher Violinist, Dirigent, Pädagoge und Komponist aus der Volksgruppe der Banater Schwaben.

## Leben
Adalbert Emmerich Bartzer wurde am 1. September 1895 als zweiter von vier Söhnen des Müllermeisters Stefan Bartzer und der Kaufmannstochter Maria, geb. Reitter, in Lowrin geboren. Alle vier Söhne erhielten Instrumentalunterricht, Emmerich spielte Geige und Klavier. Nach der Scheidung der Eltern 1906 zog die nun mittellose Mutter mit den Kindern zunächst nach Großsanktnikolaus und 1911 nach Szegedin, wo die Brüder die K. u. K. Industrieschule besuchten. Hier gründete und leitete Emmerich ein Schülerorchester. 1916 wurde er zum Kriegsdienst eingezogen, den er unverletzt überstand.
1919 fand er eine Anstellung als Geiger im Theater- und später im Kinoorchester von Szegedin. In dieser Zeit nahm er Unterricht in Harmonielehre, Kontrapunkt und Komposition beim Leiter der Städtischen Musikschule, Peter König (Kilraly) und beim Inspekteur für Militärkapellen, Alexander Fichtner. Sein Opus 1, das Klavierlied Búcsú, erschien in Szegedin im Druck. Er komponierte viel, für Chor, Kammermusik, Orchestermusik.
Aus wirtschaftlichen Gründen zog er 1922 in seinen Heimatort Lowrin, wo er mit seinen Brüdern Stefan und Nikolaus eine Reparaturwerkstatt für landwirtschaftliche Maschinen betrieb. 1924 heiratete er die Budapester Lehrerin Elisabeth Filipecz. Das Paar hatte zwei Kinder, Richard (1926–1998) und Brigitte (1929–1988). Hier in Lowrin vollzog sich der Wandel vom ungarisch geprägten zum bewusst sich auf seine deutschen Wurzeln besinnenden Banater Schwaben. Er gründete den Verein der „Lowriner Musikfreunde“, ein semisinfonisches Orchester, mit dem er ein anspruchsvolles Repertoire erarbeitete, u. a. die „Unvollendete“ von Franz Schubert, und für welches er eine Reihe von Orchesterstücken in der Wiener Operettentradition komponierte. Zwei diese Stücke, die Walzer Banater Leben und Heimatbilder, wurden live im Budapester Rundfunk übertragen. Er übernahm bald auch den „Lowriner Männergesangverein und Frauenchor“, für den er mehrere Chorstücke schrieb, darunter die achtstimmigen Am Felde und Frühlingsstimmung. Er wurde Mitglied im rumänischen Verband der Instrumentalkünstler, später auch im Komponistenverband.
1933 folgte Bartzer dem Ruf des „Hatzfelder Gewerbegesangvereins“, dessen Leiter er bis zur kriegsbedingten Auflösung 1942 war. Die Lowriner und die Hatzfelder Jahre bis 1944 sind seine produktivsten. Er komponiert zwei Liederzyklen zu je elf Liedern, einen im Volkston und einen an den Kunstliedern der Romantik orientierten. Den Banater Heimatdichter Peter Jung, mit dem ihn eine enge Freundschaft verband, hat er am häufigsten vertont. Von den Liedern im Volkston seien Nach deinen Spuren, Ich hab in süßen Träumen und Wie a Roserl am Baum hervorgehoben, von den Kunstliedern O sternbesätes Firmament, Blümchen, Was wird mein Schicksal sein? und das Schilflied. Den hohen Anspruch ans Komponieren macht er in seinem Streichquartettsatz in g-Moll deutlich, ein streng kontrapunktisches Werk mit romantischem Klangsinn. Als sein bedeutendstes Werk galt ihm die Operette Grüßt mein Banat auf ein Libretto von Annie Schmidt-Endres unter Mitarbeit von Daniel Wersching. Der Stoff gründet auf der historischen Tatsache, dass in Zeiten der Wirtschaftskrise Kinder aus Österreich die Sommerferien auf banatschwäbischen Bauernhöfen verbracht haben. In der Operette verliebt sich der Bauernsohn Hans in das Wiener Mädchen Mizzi. Aus der Fülle der ansprechenden Gesangsnummern seien die beiden Duette Hans und Mizzi Mädel, du weißt nicht wie’s um mich bestellt und Und wenn du von mir gehst sowie das Lied der Mizzi und der Wiener Mädchen Grüßt mein Banat hervorgehoben. 1937 ist er Mitbegründer der „Werkgemeinschaft schwäbischer Künstler und Kunstfreunde“. In seiner Eigenschaft als Lehrer am Deutschen Knabengymnasium und an der Deutschen Lehrlingsschule, als Geigenlehrer von Generationen von Schülern und als künstlerischer Leiter des Gewerbegesangvereins, der auch Operetten aufführte, für deren Aufführungen er nächtelang Orchesterstimmen von Hand schreiben musste, kam das Komponieren oft zu kurz. Der herannahende Krieg bereitete diesem regen Schaffen ein jähes Ende.
1944 wurde sein Sohn Richard zur Wehrmacht eingezogen. Die Familie flüchtete über Budapest, wo Richard wieder dazustieß, und Wien nach Niederösterreich, wo man in einem kleinen Dörfchen bei Zwettl den Winter über blieb. Nach Kriegsende wurden die Flüchtlinge gezwungen, ins Banat zurückzukehren.
Ernüchterung machte sich breit. Bartzer wurde sogleich von den Kommunisten für deren Zwecke verwendet und musste „russische“ Musik komponieren, die er mit einem Pseudonym zeichnete. Er wurde beauftragt, Werkschöre zu gründen und zu leiten, die wegen des Zwangsrepertoires kommunistischer Prägung nicht lange bestanden. Am erfolgreichsten war der Chor im Rahmen der „Apărarea patriotică“, für den er zwei Operetten auf Libretti seines Freundes Cornel Poledna komponierte: Annoncenliebe und Wenn Herzen sprechen. Beide wurden mehrfach in Hatzfeld und Umgebung aufgeführt. Musikalisch lehnten sie sich an die Modetänze der Zeit an. Den beständigsten Erfolg aber hatte er mit seinem „Schwäbischen Volksorchster“, dessen Mitglieder aus der ganzen Umgebung kamen. Doch seine Schaffenskraft war gebrochen. Die Lebensumstände in der stalinistischen und poststalinistischen Zeit der 1950er Jahre haben ihn verbittert. Eine späte Anerkennung fand er, als er zusammen mit führenden rumäniendeutschen Intellektuellen von der Tageszeitung Neuer Weg herangezogen wurde, um die Richtlinien für die Gestaltung der deutschsprachigen Sendungen des rumänischen Rundfunks zu erarbeiten. Mit Abwandlungen galten diese bis zur Wende 1989.
Während der Teilnahme seines Orchesters im April 1961 bei einem Wettbewerb in Timișoara erlitt er einen Schlaganfall, dem weitere folgten. Er starb am 5. Mai 1961 in Hatzfeld. Ein großer Trauerzug begleitete ihn auf seinem letzten Weg.
Emmerich Bartzer war einer der führenden Musiker der Zwischen- und Nachkriegszeit des schwäbischen Banat.

## Werke (Auswahl)
Liederzyklen:
- Lieder im Volkston (s. o.)
- Kunstlieder (s. o.)

Instrumentalmusik:
- Streichquartettsatz in g-Moll
- Intermezzo für Orchester
- Banater Leben (Walzer für Orchester)
- Heimatbilder (Walzer für Orchester)
- Im Banat (für Klavier, Bearbeitungen für Blasorchester und für sechsstimmigen Chor)
- Abendstimmung für Streichorchester
- Sechs ländliche Tänze für Akkordeon

Operetten:
- Grüßt mein Banat
- Annoncenliebe
- Wenn Herzen sprechen

Chöre a.c.:
- Der Lenz (Lenau)
- An den Frühling (Schiller)
- Am Felde (Peter Jung)
- Frühlingsstimmung (eigene Texte)
- Vier Männerchöre auf Texte von Peter Jung
- Hans bleib do (Volksliedbearbeitung)
- Zwa Sterndlan (Volksliedbearbeitung)
- Hem geh ich net (Volksliedbearbeitung)

Unzählige Bearbeitungen von deutschen, ungarischen und rumänischen Volksliedern und -tänzen für unterschiedliche Besetzungen